# Continental (magazine)
Pour les articles homonymes, voir Continental.
Continental était un magazine inflight mensuel édité par la compagnie aérienne américaine Continental Airlines pour être distribué gratuitement à bord de ses avions de ligne pendant leurs vols passagers.